# Callopistria yerburii
Callopistria yerburii là một loài bướm đêm trong họ Noctuidae.